# Jean-Paul Bailly
Pour les articles homonymes, voir Bailly.
Jean-Paul Bailly, né le 29 novembre 1946 à Hénin-Beaumont (Pas-de-Calais), est un dirigeant d'entreprise publique français, président du groupe La Poste de septembre 2002 à septembre 2013.

## Biographie

### Origines et formation
Fils de chef d'entreprise, il passe une partie de son enfance à Oujda au Maroc, avant de rentrer à Paris et d’être étudiant en classes préparatoires scientifiques au lycée Louis-le-Grand.
Il intègre l’École polytechnique en 1965, ; il est ensuite diplômé d'un master en sciences du Massachusetts Institute of Technology.

### Carrière à la RATP
Jean-Paul Bailly consacre l’intégralité de sa carrière au service public, en débutant à la Régie autonome des transports parisiens (RATP) en 1970. Ingénieur au plan d’entreprise, chargé du métro de Mexico pour la Sofretu entre 1978 et 1981, il est ensuite ingénieur d’exploitation, directeur du département du réseau d’autobus puis de l’exploitation des réseaux métro et RER jusqu'en 1988. Nommé directeur du personnel en 1989, il devient directeur général adjoint de 1990 à 1994 auprès de Christian Blanc puis de Francis Lorentz, avant d'être nommé président-directeur général en 1994,. Dans ce cadre, il met en place un dispositif d’« alarme sociale », visant à favoriser le dialogue avec les organisations syndicales et réduire les conflits sociaux dans l’entreprise.
Il assume parallèlement la présidence de l’Union internationale des transports publics (UITP) entre 1997 et 2001, et de la section française du Centre européen des entreprises à participation publique et des entreprises d'intérêt économique général (Ceep) entre 1998 et 2001. Membre du Conseil économique et social depuis 1995, il est, à ce titre, l’auteur du rapport Prospective, débat, décision publique (1998) qui a introduit la notion de « prospective du présent ». Il participe également entre 1999 et 2002 au Conseil national de l'évaluation, et préside l'Association nationale pour la valorisation interdisciplinaire de la recherche en sciences humaines et sociales auprès des entreprises (Anvie) à compter de 2001.

### PDG de La Poste
En septembre 2002, il est nommé président du conseil d'administration de La Poste, où il est reconduit en 2005.
Il engage la transformation de La Poste, la dotant d'une structure bancaire spécifique en 2006, La Banque postale, dont il devient en parallèle président du conseil de surveillance. Cette même année, il prend la présidence de l'« International Post Corporation ». En septembre 2008, il présente son projet de transformation de l'entreprise en vue d'en ouvrir le capital. Après transformation de l'exploitant public en société anonyme, Jean-Paul Bailly est nommé en avril 2010, président du conseil d'administration de La Poste SA, et il est confirmé une nouvelle fois dans ses fonctions en décembre suivant, puis à nouveau en avril 2011. Le 4 juillet 2013, le conseil d'administration de La Poste est informé de son départ qui est effectif le 26 septembre suivant, date à laquelle Philippe Wahl lui succède.

### Responsabilités dans diverses structures
- Il est administrateur du groupe GDF Suez à partir du 16 juillet 2008[10] et du groupe Accor à partir du 13 mai 2009[11].
- Il est président de l'association Entreprise&Personnel à partir de juin 2010[12] et de l'association IMS-Entreprendre pour la Cité[13] à partir de juillet 2012[14].
- Il est membre du conseil d'administration de l'institut d'études politiques d'Aix-en-Provence (« Sciences Po Aix »)[réf. nécessaire].
- Depuis le 28 juillet 2017, il est président par intérim de « thecamp », nouveau campus dédié aux technologies émergentes et aux nouveaux usages, près d'Aix-en-Provence[15].
- En janvier 2019, il devient l'un des cinq « garants » du grand débat national organisé pour répondre à la crise résultant du mouvement des Gilets jaunes[16].

## Honneurs
- Officier de la Légion d'honneur (2016)[1],[17]
- Commandeur de l'ordre national du Mérite [1]
- Docteur honoris causa de l'Université de Montréal, selon la recommandation de l'école de gestion HEC Montréal[18]

## Publication
- Demain est déjà là : prospective, débat, décision publique, éditions de l'Aube, 166 p., 1999  (ISBN 9782876784918)
- avec Édith Heurgon, Nouveaux rythmes urbains : quels transports ?, Aube, 221 p., 2001  (ISBN 9782876786516)
- avec Nikolas Stathopoulos, Les Enjeux du transport public dans les villes européennes, Presses de l'École nationale des ponts et chaussées, 397 p.,2000  (ISBN 9782859783259)
- Réformez ! Par le dialogue et la confiance, Descartes & Cie, 2016, préface d'Emmanuel Macron.